# 後藤亮
後藤 亮（ごとう りょう、1909年7月18日 - 2003年10月4日）は、文芸評論家・小説家である。本名の読みは「あきら」。
長崎県生まれ。國學院大學師範部卒。1937年、小説「水温」を発表し、以後同人雑誌に小説を書く。1967年、『正宗白鳥・文学と生涯』で読売文学賞受賞。1972年には小説「剣菱玄鳥の秘密」を『新潮』誌上に発表。

## 著書
- 肌は冷ゆれど シマロンの会, 1933
- 正宗白鳥 文学と生涯 思潮社, 1966
- 自然主義と耽美派の文学 至文堂, 1972